# 高津雁野
高津雁野（日语：／ Takatsu KARINO，1982年7月20日—），日本女性漫畫家。北海道出身。

## 風格
- 作品大多數是四格漫畫。

## 作品

### 商業作品
- 迷糊餐廳（2004年 - 2014年，YOUNG GANGAN，史克威爾艾尼克斯），全13卷
  - 迷糊餐廳 RE:Order（2015年，YOUNG GANGAN，史克威爾艾尼克斯）
- Servant x Service（2007年 - 2014年，增刊YOUNG GANGAN、增刊YOUNG GANGAN BIG、月刊BIG GANGAN，史克威尔艾尼克斯），全4卷
- （2008年，週刊少年Sunday 11号，小学馆），一刊完
- （2011年，月刊少年GANGAN 7月号，史克威尔艾尼克斯），一刊完
- 找我的女朋友有什么事吗（日语：俺の彼女に何かようかい）（2011年 - 连载中，月刊少年GANGAN 2011年10月号、2012年12月号 - 2013年2月号、2014年4月号再次刊载，史克威尔艾尼克斯），已发行4卷
- （2015年 - 连载中，YOUNG GANGAN，史克威尔艾尼克斯），已发行2卷

### 網路漫畫
- WORKING!!(WEB版)（2002年 - 2012年5月20日，作者的个人网站／YOUNG COMICS），全6卷
- 舞台背后（日语：ブタイウラ）（2002年 - 2008年8月30日，作者的个人网站／YOUNG COMICS），全2卷
- （2011年1月1日 - 連載中，作者的个人网站）
- （2016年4月4日 - 2017年8月21日，GANGAN ONLINE）

### 同人誌
- WORKING!!(WEB版)

## 外部連結
- （日語） うろんなページ（作者的個人網站）
- （日語） Square Enix Party 2005